# Paolo Salvi
Paolo Luigi Agape Salvi (* 22. November 1891 in Brescia; † 12. Januar 1945 im Konzentrationslager Mauthausen) war ein italienischer Turner und zweifacher Olympiasieger.
Bei den Olympischen Sommerspielen 1912 in Stockholm gewann er mit dem italienischen Team den Mannschaftsmehrkampf. Acht Jahre später bei den Spielen in Antwerpen konnte er diesen Erfolg wiederholen.
Im November 1943 wurde Salvi in Albenga inhaftiert. Ihm wurde zur Last gelegt, ein antifaschistisches Flugblatt verbreitet zu haben. Zunächst noch einmal freigelassen, wurde er im Januar 1944 erneut verhaftet und über verschiedene Zwischenstationen ins Konzentrationslager Mauthausen geschafft. Dort starb er am 12. Januar 1945 nach Angaben der Lagerleitung bei einem Luftangriff.